# 새뮤얼 볼턴

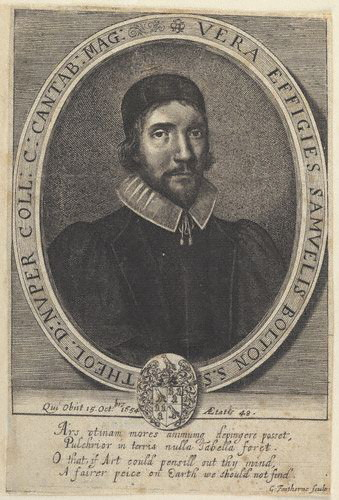
새뮤얼 볼턴

새뮤얼 볼턴(영어: Samuel Bolton, 1606년 - 1654년 10월 15일)은 잉글랜드의 성직자이며 학자로 웨스트민스터 총회의 회원이었다. 크라이스츠 칼리지 (케임브리지 대학교)의 학장이었다.

## 신학
그는 하나님의 법인 율법에 대하여 신자는 율법으로부터 자유로운 데, 그것은 언약에 대한 것이지, 규범으로서가 아님임을 주장하였다.

## 저서
- The True Bounds of Christian Freedom Main Text: John 8:36 ( 그리스도께서 사신 진리되고, 실질적인 자유가 있는 데, 그리스도께서, 친히 참된 신자들을 모두 그 자유를 갖도록 하셨다. ) 그리스도인의 자유가 율법으로부터의 해방 즉 방종이 아닌, 그리스도안에서의 자유임을 말한다.
- A Treatise Where in the Rights of the Law are Vindicated
- The Liberties of Grace Maintained ( London, 1656)